# La Phrénologie burlesque
Pour plus de détails, voir Fiche technique et Distribution.
La Phrénologie burlesque est un court métrage de Georges Méliès sorti en 1901 au début du cinéma muet.